# Brazzaville
Brazzaville är huvudstad i Republiken Kongo (Kongo-Brazzaville) och är belägen på Kongoflodens norra strand, vid landets södra gräns mot Kongo-Kinshasa, nedanför Malebodammen. Staden har uppskattningsvis 1,9 miljoner invånare (2018). Mittemot staden, på andra sidan Kongofloden, ligger grannlandets huvudstad Kinshasa.
Brazzaville är landets administrativa och kulturella centrum, och har flera universitet och högskolor. Staden är också regionalt högkvarter för Världshälsoorganisationen (WHO). Den är ett katolskt ärkebiskopssäte.

## Näringsliv
Brazzaville är slutpunkt för järnvägen från Pointe-Noire vid kusten. Den har en flodhamn med betydande transithandel till och från de övriga centralafrikanska länderna. I staden finns textil- och metallindustri, och även en internationell flygplats, Maya-Maya.

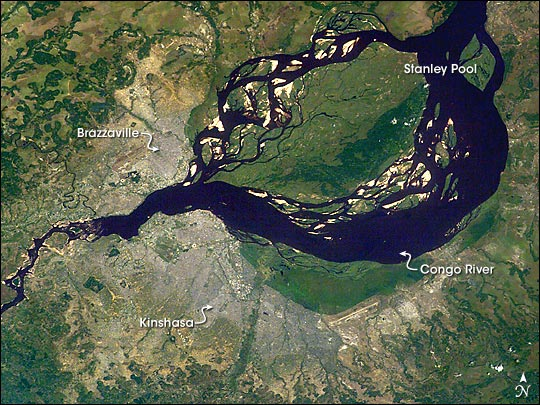
Brazzaville och Kinshasa på en satellitbild.

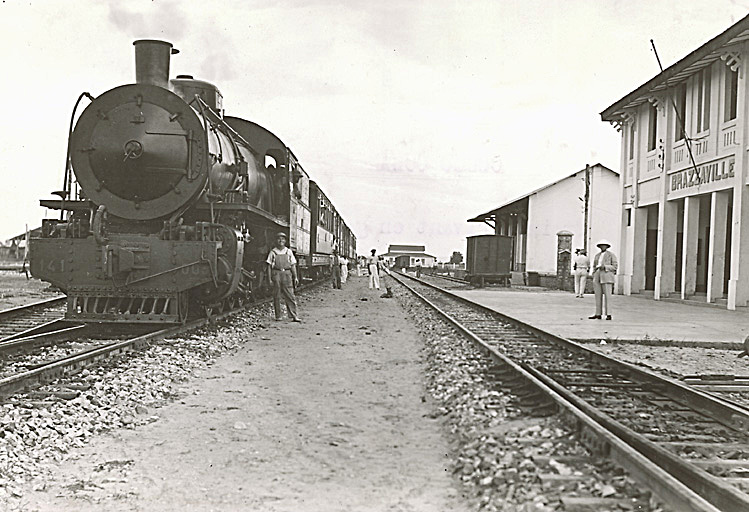
Brazzavilles järnvägsstation, 1932.

## Historia
Brazzaville grundlades som en handelsstation 1880 av den italienskfödde, franske upptäcktsresanden Pierre Savorgnan de Brazza, som hade förhandlat till sig området av tékéfolkets hövding Makoko samma år. Den blev huvudstad i Franska Kongo, och hade mellan 1910 och 1958 samma funktion i Franska Ekvatorialafrika. Ännu 1936 hade staden bara 24 400 invånare. Staden gick kraftigt framåt i betydande och folkmängd under andra världskriget, då Brazzaville var högkvarter för de fria franska styrkorna.
I Brazzaville hölls år 1944 en konferens under ledning av Charles de Gaulle med representanter från de franska kolonierna i Afrika med syftet att omdefiniera relationerna mellan Frankrike och kolonierna efter andra världskriget; för första gången togs frågan om koloniernas frigörelse upp.
År 1980 skildes kommunen Brazzaville från regionen Pool och fick administrativ status på regionnivå, idag departementsnivå. År 2011 införlivades île Mbamou i departementet men inte i kommunen.
Staden skakades av en explosion i en vapendepå 2012, se explosionen i Brazzaville 2012.